# Associazione Sportiva Jesi 1949-1950
Questa pagina raccoglie le informazioni riguardanti l'Associazione Sportiva Jesi nelle competizioni ufficiali della stagione 1949-1950.

## Rosa
| N. |                   | Ruolo | Calciatore         |
| -- | ----------------- | ----- | ------------------ |
|    | Italia (bandiera) | A     | L. Belelli         |
|    | Italia (bandiera) | A     | Giovanni Bodini    |
|    | Italia (bandiera) | C     | A. Caraffi         |
|    | Italia (bandiera) | A     | Emidio Conti       |
|    | Italia (bandiera) | A     | D. Di Benedetti    |
|    | Italia (bandiera) | C     | G. Fazi            |
|    | Italia (bandiera) | P     | Giovanni Guarascio |
|    | Italia (bandiera) | C     | L. Marasca         |

| N. |                   | Ruolo | Calciatore         |
| -- | ----------------- | ----- | ------------------ |
|    | Italia (bandiera) | C     | A. Memè            |
|    | Italia (bandiera) | C     | G. Mongelli        |
|    | Italia (bandiera) | C     | Alfiero Paolinelli |
|    | Italia (bandiera) | D     | G. Pettinari       |
|    | Italia (bandiera) | A     | G. Salari          |
|    | Italia (bandiera) | A     | Pietro Sdrubolini  |
|    | Italia (bandiera) | A     | E. Zucchi          |